# Hatályon kívül helyezés
A hatályon kívül helyezés mint jogi fogalom valamely jogszabály vagy más jogi aktus alkalmazhatóságának megszüntetését, illetve az erről való rendelkezést jelenti.
Magyarországon a jogalkotásról szóló 2010. évi CXXX. törvény  2. pontja  vonatkozik a jogszabály időbeli hatályának, módosításának és hatályon kívül helyezésének szabályaira.

## Módjai
- Jogszabály esetében egy másik jogszabállyal vagy alkotmánybírósági határozattal történhet.
- Jogalkalmazói (pl. közigazgatási döntés vagy bírói ítélet) esetében egy másik döntéssel (vagy ítélettel) történhet. Kivételesen a jogszabály megjelölheti önmaga hatályon kívül helyezésének  napját.
- Egyéb jogi aktusok esetében például új szerződéssel vagy új egyoldalú akaratnyilatkozattal (pl. végrendelettel) történhet.

## Következményei

### Jogszabályok esetében
- Az érvénytelenséggel és a semmisséggel szemben, a hatályon kívül helyezés a jövőre szól, tehát a jogszabály alkalmazhatóságát a jövőre nézve szünteti meg.
- A hatályon kívül helyezés előtt keletkezett jogviszonyokról általában maga a hatályon kívül helyező jogszabály rendelkezik és meghatározza, vajon ezek változatlanul fennmaradnak-e vagy valamely időpontig hatályosak. Ugyancsak meghatározza a hatályon kívül helyező jogszabály, vajon a hatályon kívül helyezés napján folyamatban levő ügyekben a hatályon kívül helyezett vagy az új jogszabályt kell-e alkalmazni.
- A főszabály az, hogy a folyamatban levő ügyekben még a hatályon kívül helyezett jogszabály rendelkezéseit kell alkalmazni. Ez a jogbiztonság követelményéből következik.
- Büntető anyagi jogi jogszabályoknál jellemző, hogy amennyiben a hatályon kívül helyezett jogszabályt követő jogszabály már nem rendeli büntetni az adott cselekményt, vagy enyhébb jogkövetkezményekkel fenyegeti a magatartást, akkor a folyamatban levő ügyekben is az új jogszabályt kell alkalmazni.

### Egyéb aktusok esetében
Más jogi aktusok esetében az előző aktus hatályon kívül helyezése további alkalmazhatóságát megszünteti és az új aktus ennek a helyébe lép.